# Adolphe Hennebains
Adolphe Joseph Hennebains (Saint-Omer, 14 novembre 1862 – Plougasnou, 17 septembre 1914) est un flûtiste et professeur français.

## Biographie
Adolphe Hennebains est issu d'une famille nombreuse de cordonniers. En 1878, il entre dans la classe de Joseph-Henri Altès au Conservatoire de Paris et reçoit son premier prix en 1880. La même année, il est flûte solo aux Concerts Pasdeloup et – après son service militaire – en 1884, flûte solo aux Concerts Lamoureux. En 1890, il rejoint l'Orchestre de l'Opéra de Paris où il est flûte solo en 1892. À partir de 1893, Adolphe Hennebains est l'assistant de Paul Taffanel au Conservatoire de Paris et pendant l'été 1909, son successeur. Parmi ses élèves, citons, entre autres, René Le Roy, Marcel Moyse et Joseph Rampal. Comme partenaire de musique de chambre, Hennebains a joué avec Ferruccio Busoni, Alfred Cortot, George Enescu et Wanda Landowska.
Adolphe Hennebains a également joué dans la société du double quintette avec le clarinettiste Henri Lefèbvre.